# عايد صغير
عايد صغير قرية سوريّة من محافظة الرقة تتبع إدارياً منطقة الثورة ناحية مركز الطبقة وتقع عايد صغير جنوب غرب مدينة الثورة أو الطبقة وعلى مرتفع عالي يُطل على بحيرة الاسد وتبعد عنها حوالي /2/ كم، على نهر الفرات يسكنها عدة عشائر الاغلبية الحمدون البوجابر و العجيل وغالبية سكان القرية كانوا يعملون موظفين في الدوائر الحكومية كون مدينة الطبقة وضواحيها تعتمد على الوظائف في المؤسسات الخدمية وسد الفرات، والقسم الآخر منهم يمارس العمل الزراعي في المشاريع الزراعية الواقعة خارج حدود القرية ويزرعون الاشجار المثمرة ومنها الزيتون وبها مدرستين ابتدائيتين وقريب منها المشفى الوطني وبها فرن آلي يغطي حاجة المدينة
قرى سوريا محافظة الرقة
- تقسيمات الإدارة المحلية -*محافظة الرقة*منطقة الثورة* ناحية مركز الطبقة *أماكن مأهولة في منطقة الرقة
- قرى محافظة الرقة
- المكتب المركزي للإحصاء